# Rhizocarpon eupetraeoides
Rhizocarpon eupetraeoides är en lavart som först beskrevs av William Nylander och som fick sitt nu gällande namn av Blomb. & Forssell. 
Rhizocarpon eupetraeoides ingår i släktet Rhizocarpon och familjen Rhizocarpaceae. Arten är reproducerande i Sverige. Inga underarter finns listade i Catalogue of Life.